# 6. Reserve-Division (Deutsches Kaiserreich)
Die 6. Reserve-Division war ein Großverband der Preußischen Armee im Ersten Weltkrieg.

## Gliederung

### Kriegsgliederung bei Mobilmachung 1914
- 11. Reserve-Infanterie-Brigade
  - Reserve-Infanterie-Regiment Nr. 20
  - Reserve-Infanterie-Regiment Nr. 24
- 12. Reserve-Infanterie-Brigade
  - Reserve-Infanterie-Regiment Nr. 26
  - Reserve-Infanterie-Regiment Nr. 35
- Reserve-Ulanen-Regiment Nr. 3
- Reserve-Feldartillerie-Regiment Nr. 6
- 1. Reserve-Kompanie/Pionier-Bataillon „von Rauch“ (1. Brandenburgisches) Nr. 3
- 2. Reserve-Kompanie/Pionier-Bataillon „von Rauch“ (1. Brandenburgisches) Nr. 3

### Kriegsgliederung im März 1918
- 12. Reserve-Infanterie-Brigade
  - Reserve-Infanterie-Regiment Nr. 20
  - Reserve-Infanterie-Regiment Nr. 24
  - Reserve-Infanterie-Regiment Nr. 35
  - 5. Eskadron/Ulanen-Regiment „Graf zu Dohna“ (Ostpreußisches) Nr. 8
- Artillerie-Kommandeur Nr. 94
  - Reserve-Feldartillerie-Regiment Nr. 6
  - Fußartillerie-Bataillon Nr. 39
- Stab Pionier-Bataillon Nr. 306:
  - 1. Reserve-Kompanie/Pionier-Bataillon „von Rauch“ (1. Brandenburgisches) Nr. 3
  - 5. Kompanie/Pionier-Bataillon „Fürst Radziwill“ (Ostpreußisches) Nr. 1
  - Minenwerfer-Kompanie Nr. 206
- Divisions-Nachrichten-Kommandeur Nr. 406

## Gefechtskalender

### 1914
- 23. August bis 26. September --- Sicherung gegen Antwerpen
  - 10. bis 13. September --- am Dyle-Kanal und bei Beyghem
- 27. September bis 9. Oktober --- Belagerung von Antwerpen
- 10. bis 17. Oktober --- Verfolgungsgefechte in Flandern
- 18. Oktober bis 30. November --- Schlacht an der Yser
- 1. bis 5. Dezember --- Transport nach dem Osten
- 6. bis 17. Dezember --- Schlacht bei Lowicz-Sanniki
- ab 18. Dezember --- Schlacht an der Rawka-Bzura

### 1915
- bis 22. April --- Schlacht an der Rawka-Bzura
- 26. April bis 9. Mai --- Vorstoß nach Litauen und Kurland
  - 7. Mai --- Einnahme von Libau
- 9. Mai bis 13. Juli --- Gefechte am Windawski-Kanal und an der oberen Windau
- 14. bis 15. Juli --- Schlacht um Schaulen
- 16. Juli bis 2. August --- Gefechte gegen Mitau
  - 1. August --- Einnahme von Mitau
- 3. August bis 15. Oktober --- Stellungskämpfe an der Aa, Ekau und Düna
- 16. bis 20. Oktober --- Eroberung der Düna- und Misse-Stellung
- ab 21. Oktober --- Stellungskämpfe vor Riga

### 1916
- 1. Januar bis 31. Dezember --- Stellungskämpfe vor Riga

### 1917
- bis 10. Mai --- Stellungskämpfe vor Riga
- 10. Mai bis 1. Juli --- Reserve der OHL bei der 8. Armee bzw. 5. Armee
- 28. Juni bis 3. Juli --- Erstürmung der feindlichen Stellung von Avocourt-Wald bis zur Höhe 304
- 2. Juli bis 29. August --- Stellungskämpfe vor Verdun
- 25. August bis 12. September --- Stellungskämpfe in Lothringen (Reserve der OHL)
- 11. September bis 7. Dezember --- Stellungskämpfe am Sereth
- 7. bis 17. Dezember --- Waffenruhe
- ab 17. Dezember --- Waffenstillstand

### 1918
- bis 18. Februar --- Waffenstillstand
- 18. Februar bis 20. März --- Reserve der OHL
  - 11. bis 20. März --- Stellungskämpfe bei Reims
- 21. März bis 6. April --- Große Schlacht in Frankreich
- 7. April bis 8. Juni --- Kämpfe an der Avre und bei Montdidier und Noyon
- 9. Juni bis 7. August --- Kämpfe an der Avre und Matz
- 4. bis 14. September --- Stellungskämpfe zwischen Oberlauf des Scumbi und Dudica/Mazedonien (nur Stab)
- 15. September bis 29. Oktober --- Rückzugskämpfe in Makedonien und Serbien (nur Stab)
- 29. Oktober bis 2. November --- Übergang über Save und Donau (nur Stab)

## Kommandeure
| Dienstgrad            | Name                           | Datum                                 |
| --------------------- | ------------------------------ | ------------------------------------- |
| Generalleutnant       | Emil von Schickfuß und Neudorf | 2. August 1914 bis 27. Mai 1915       |
| Generalmajor          | Hans von Below                 | 28. Mai 1915 bis 12. Oktober 1916     |
| Generalleutnant       | Hinko von Lüttwitz             | 13. Oktober 1916 bis 24. Oktober 1916 |
| Generalleutnant z. D. | Friedrich von Auwärter         | 25. Oktober 1916 bis ? April 1917     |
| Generalmajor          | Alfred Dieterich               | 26. April 1917 bis 23. August 1918    |